# 中村美律子
中村 美律子（なかむら みつこ、本名：中村 美津子、1950年7月31日 - ）は、大阪府東大阪市出身の演歌歌手・女優である。ヒット曲に「河内おとこ節」「島田のブンブン」「瞼の母」「人生桜」「だんじり」などがある。

## 来歴・生い立ち
両親は東大阪市の銭湯に住み込みで働き、父親はボイラー技士、母親は脱衣場で子供の世話や掃除をしていた。3つ上の姉・2つ下の妹・4つ下の弟・9つ下の妹を合わせた7人家族で銭湯裏の6畳一間に暮らしていた。幼少期はラジオから流れる歌謡曲や浪曲を聞き、風呂場で歌っていた。その歌声は夏祭りののど自慢大会で一等賞になるほどで、父親の自慢でもあった。
一家は貧しく、家計を支えるために小学2年生のときから姉と近鉄瓢箪山駅の前に机を置いて新聞販売、4年生からは新聞配達を200軒近く配っていた。働きづめの母親は栄養失調で倒れ、中村が中学2年のときには半身不随で話せなくなっていた。結局、母親は1ヶ月ほど寝込んだあと、43歳の若さで他界した。母親の死により家族は離散。姉は中学卒業後に住み込みで働きに出た。弟妹たちは京都に住む父方の叔母の家に預けられた。美律子は近所の河内音頭と歌好きな人物に預けられ、歌謡教室や高校に通わせてもらう。
興國商業高校在学中に初音家賢次門下となる。河内音頭の音頭取り（歌い手）・初音家みつ子の名で河内音頭の櫓に立ち、一晩で数か所のかけ持ちをする「天才音頭少女」として評判になる。プロダクションに所属するが、デビューまでの下積みとして台湾で1ヶ月の契約で興行にいき、帰国後メジャーデビューのはずが、3ヶ月帰国できず、騙されたと気づく。その後、小松みつ子の芸名で1975年にテイチクから自主製作盤を発売。
三十路を過ぎたころ、一念発起して浪曲師・春野百合子に師事する。自主活動の歌謡ショーで作曲家・富田梓仁に出会い、1986年に「恋の肥後つばき/夜の千日前」でワーナーパイオニアよりメジャーデビュー。1988年に東芝EMIに移籍、2枚目のシングル「女のみれん/待つだけの季節」を発売する。スナックなどでのキャンペーンを続けたが、なかなか世に出られなかった。
1988年に3枚目のシングル「河内おとこ節」を発売する。1991年ごろから東大阪市や八尾市にはじまって口コミが広まり、2社ある有線放送の上位にランクインして注目を集めた。
その後は『演歌一夜』（テレビ大阪）や『乾杯!トークそんぐ』（毎日放送）で長年司会を務め、親しみやすいキャラクターが人気となる。1992年、「河内おとこ節」で『NHK紅白歌合戦』に初出場。
2001年、大阪ドームにてデビュー15周年コンサートを開催し、約4万人を動員した。それまで演歌歌手のドーム公演は美空ひばり（1988年）・五木ひろし（1989年）・北島三郎（1991年）が行っていたが、演歌不振のさなか絶望視されていたドーム公演の夢を実現した。
2005年、瀬戸内寂聴作詞の「風まかせ」を発売。2007年にゴールデンミュージックプロモーションに移籍。移籍第1作の「だんじり」を機に岸和田市観光大使となり、マルホン工業から『CR中村美律子の人生祭りだ！だんじりだ！』が発売された。
2021年、3月25日が「みつこの日」として日本記念日協会により記念日登録された。

## 人物
女流浪曲師春野百合子（2代目）の元で修行した歌謡浪曲「瞼の母」では19分にわたって語り・忠太郎・母・娘・歌の一人5役をこなしている。NHK『ドラマ新銀河』では中村の半生を描いた『雲の上の青い空』が放送された。
1993年より盲導犬育成支援活動の手伝いを始める。「みつまめ会」は中村が福祉活動をする際の名称で、チャリティーコンサートの売上や募金などを盲導犬育成金として寄付。その寄付金で育てられた盲導犬をミツコ号と呼ぶ。現在、計43頭が誕生。2005年には活動が認められ「第8回まちかどのフィランソロピスト賞」を受賞した。
TBS系『乾杯!トークそんぐ』ではアナウンサーの野村啓司とともに司会進行を務めた。中村はこの番組について「NHK紅白歌合戦に初めて出た直後に声をかけてもらい嬉しかった。最初は番組で何を話したか覚えていないほど緊張した」と語っている。

## 備考
- お笑い芸人のコウメ太夫の『小梅日記』の冒頭に「島田のブンブン」のイントロがコウメ太夫の♪チャンチャカチャンチャンチャチャンチャチャンチャン チャンチャカチャンチャンチャチャンチャチャンチャン♪と三味線の音を口ずさむ形で使われる。

## ディスコグラフィ

### シングル
| #  | 発売日          | 曲順 | タイトル                                        | 作詞                  | 作曲                | 編曲              | オリコン 最高順位 | レーベル        | 規格品番              |
| -- | --------------- | ---- | ----------------------------------------------- | --------------------- | ------------------- | ----------------- | ----------------- | --------------- | --------------------- |
| 1  | 1986年 8月25日  | A面  | 恋の肥後つばき                                  | ながたよしお          | 富田梓仁            | 鞍富誠三          | -                 | ワーナー        | L-1749                |
| 1  | 1986年 8月25日  | B面  | 夜の千日前                                      | ながたよしお          | 富田梓仁            | 鞍富誠三          | -                 | ワーナー        | L-1749                |
| 2  | 1988年 9月23日  | A面  | 女のみれん                                      | 高田直和              | 富田梓仁            | 池多孝春          | -                 | 東芝EMI         | RT07-2217             |
| 2  | 1988年 9月23日  | B面  | 待つだけの季節                                  | 中山大三郎            | 富田梓仁            | 小谷充            | -                 | 東芝EMI         | RT07-2217             |
| 3  | 1989年 6月28日  | A面  | 河内おとこ節                                    | 石本美由起            | 岡千秋              | 池多孝春          | -                 | 東芝EMI         | RT07-2393             |
| 3  | 1989年 6月28日  | B面  | なさけ川                                        | 高田直和              | 富田梓仁            | 池多孝春          | -                 | 東芝EMI         | RT07-2393             |
| 4  | 1990年 1月24日  | 01   | 大阪情話(セリフ入り) 〜うちと一緒になれへんか〜 | もず唱平              | 聖川湧              | 池多孝春          | -                 | 東芝EMI         | TODT-2468             |
| 4  | 1990年 1月24日  | 02   | 四万十川の宿                                    | ながたよしお          | 富田梓仁            | かみたかし        | -                 | 東芝EMI         | TODT-2468             |
| 5  | 1990年 2月15日  | 01   | 大阪情話(セリフなし) 〜うちと一緒になれへんか〜 | もず唱平              | 聖川湧              | 池多孝春          | -                 | 東芝EMI         | TODT-2482             |
| 5  | 1990年 2月15日  | 02   | 四万十川の宿                                    | ながたよしお          | 富田梓仁            | かみたかし        | -                 | 東芝EMI         | TODT-2482             |
| 6  | 1991年 3月27日  | 01   | しあわせ酒                                      | 高田直和              | 富田梓仁            | 池多孝春          | 33位              | 東芝EMI         | TODT-2637             |
| 6  | 1991年 3月27日  | 02   | 酒は男の子守唄                                  | 高田直和              | 富田梓仁            | 前田俊明          | 33位              | 東芝EMI         | TODT-2637             |
| 7  | 1991年 8月30日  | 01   | 瞼の母                                          | 坂口ふみ緒            | 沢しげと            | 薗広昭            | -                 | 東芝EMI         | TODT-2710             |
| 7  | 1991年 8月30日  | 02   | 刃傷松の廊下                                    | 藤間哲郎              | 桜田誠一            | 薗広昭            | -                 | 東芝EMI         | TODT-2710             |
| 8  | 1992年 4月8日   | 01   | 酒場ひとり                                      | 石本美由起            | 岡千秋              | 池多孝春          | 35位              | 東芝EMI         | TODT-2816             |
| 8  | 1992年 4月8日   | 02   | 湯の宿しぐれ                                    | 石本美由起            | 岡千秋              | 池多孝春          | 35位              | 東芝EMI         | TODT-2816             |
| 9  | 1992年 4月8日   | 01   | 男道                                            | 福田義雄              | 富田梓仁            | 池多孝春          | 41位              | 東芝EMI         | TODT-2817             |
| 9  | 1992年 4月8日   | 02   | 夢かがり                                        | 平岡マサ              | 富田梓仁            | 池多孝春          | 41位              | 東芝EMI         | TODT-2817             |
| 10 | 1992年 7月22日  | 01   | 美律子の河内音頭                                | 中村美律子            | 中村美律子          | 富田梓仁          | -                 | 東芝EMI         | TOCT-6544             |
| 10 | 1992年 7月22日  | 02   | 歌謡浪曲「お夏清十郎」                          | 最上三郎 中村美律子   | 春野百合子 富田梓仁 | 富田梓仁          | -                 | 東芝EMI         | TOCT-6544             |
| 11 | 1993年 2月24日  | 01   | 酒場ひとり(セリフ入り)                          | 石本美由起            | 岡千秋              | 池多孝春          | -                 | 東芝EMI         | TODT-2981             |
| 11 | 1993年 2月24日  | 02   | 旅路の宿で                                      | 高田直和              | 富田梓仁            | 池多孝春          | -                 | 東芝EMI         | TODT-2981             |
| 12 | 1993年 3月17日  | 01   | 島田のブンブン                                  | 田口洋                | 山田一平            | 池多孝春          | -                 | 東芝EMI         | TODT-2988             |
| 12 | 1993年 3月17日  | 02   | 極楽トンボ                                      | 麻こよみ              | 富田梓仁            | 池多孝春          | -                 | 東芝EMI         | TODT-2988             |
| 13 | 1993年 3月17日  | 01   | 袖摺坂                                          | 坂口照幸              | 佐瀬寿一            | 小杉仁三          | 34位              | 東芝EMI         | TODT-2996             |
| 13 | 1993年 3月17日  | 02   | 私がめんどうみてあげる                          | 池田充男              | 富田梓仁            | 小杉仁三          | 34位              | 東芝EMI         | TODT-2996             |
| 14 | 1993年 10月6日  | 01   | 壺坂情話                                        | たかたかし            | 富田梓仁            | 池多孝春          | 29位              | 東芝EMI         | TODT-3109             |
| 14 | 1993年 10月6日  | 02   | 雪かげろう                                      | 山口あゆみ            | 富田梓仁            | 池多孝春          | 29位              | 東芝EMI         | TODT-3109             |
| 15 | 1994年 8月31日  | 01   | 空港ラプソディー                                | 松井由利夫            | 富田梓仁            | 前田俊明          | -                 | 東芝EMI         | TODT-3279             |
| 15 | 1994年 8月31日  | 02   | 夢空港音頭                                      | 松井由利夫            | 富田梓仁            | 前田俊明          | -                 | 東芝EMI         | TODT-3279             |
| 16 | 1994年 10月19日 | 01   | くれない漁歌                                    | 島崎広子              | 富田梓仁            | 小杉仁三          | -                 | 東芝EMI         | TODT-3337             |
| 16 | 1994年 10月19日 | 02   | おりん                                          | 永島弘子              | 富田梓仁            | 小杉仁三          | -                 | 東芝EMI         | TODT-3337             |
| 17 | 1995年 4月8日   | 01   | 港のおんな                                      | たかたかし            | 富田梓仁            | 南郷達也          | 39位              | 東芝EMI         | TODT-3465             |
| 17 | 1995年 4月8日   | 02   | 女の夢                                          | 平岡マサ              | 富田梓仁            | 池多孝春          | 39位              | 東芝EMI         | TODT-3465             |
| 18 | 1995年 8月23日  | 01   | 華になれ                                        | 松井由利夫            | 四方章人            | 南郷達也          | 35位              | 東芝EMI         | TODT-3573             |
| 18 | 1995年 8月23日  | 02   | 分ったか!                                       | 白野弁八              | 富田梓仁            | 小杉仁三          | 35位              | 東芝EMI         | TODT-3573             |
| 19 | 1995年 11月8日  | 01   | 歌謡浪曲「壺坂情話」                            | たかたかし 中村美律子 | 富田梓仁 春野百合子 | 鞍富誠三          | -                 | 東芝EMI         | TODT-3611             |
| 20 | 1995年 12月6日  | 01   | 華になれ(セリフ入り)                            | 松井由利夫            | 四方章人            | 南郷達也          | -                 | 東芝EMI         | TODT-3622             |
| 20 | 1995年 12月6日  | 02   | 分ったか!                                       | 白野弁八              | 富田梓仁            | 小杉仁三          | -                 | 東芝EMI         | TODT-3622             |
| 21 | 1996年 2月28日  | 01   | 天草四郎時貞                                    | 馬津川まさを          | 富田梓仁            | 南郷達也          | -                 | 東芝EMI         | TODT-3668             |
| 21 | 1996年 2月28日  | 02   | かあさん                                        | 高田直和              | 富田梓仁            | 南郷達也          | -                 | 東芝EMI         | TODT-3668             |
| 22 | 1996年 8月7日   | 01   | 人生そこそこ七十点                              | 中山大三郎            | 富田梓仁            | 丸山雅仁          | -                 | 東芝EMI         | TODT-3795             |
| 22 | 1996年 8月7日   | 02   | 惚れて大阪                                      | 浜村淳                | 富田梓仁            | 南郷達也          | -                 | 東芝EMI         | TODT-3795             |
| 23 | 1996年 8月7日   | 01   | 男が酒を飲むときは                              | ジェームス三木        | 富田梓仁            | 小杉仁三          | -                 | 東芝EMI         | TODT-3796             |
| 23 | 1996年 8月7日   | 02   | 雲の上の青い空                                  | ジェームス三木        | 富田梓仁            | 小杉仁三          | -                 | 東芝EMI         | TODT-3796             |
| 24 | 1997年 2月26日  | 01   | 人生桜                                          | 福田義雄              | 富田梓仁            | 池多孝春          | 47位              | 東芝EMI         | TODT-3917             |
| 24 | 1997年 2月26日  | 02   | みれん酒                                        | 平岡マサ              | 富田梓仁            | 池多孝春          | 47位              | 東芝EMI         | TODT-3917             |
| 25 | 1997年 3月26日  | 01   | 美律子の一心太助                                | たかたかし            | 富田梓仁            | 南郷達也          | -                 | 東芝EMI         | TODT-3933             |
| 25 | 1997年 3月26日  | 02   | 女若衆江戸祭り                                  | たかたかし            | 富田梓仁            | 南郷達也          | -                 | 東芝EMI         | TODT-3933             |
| 26 | 1998年 1月1日   | 01   | 朱雀門                                          | ジェームス三木        | 富田梓仁            | 小杉仁三          | -                 | 東芝EMI         | TODT-5097             |
| 26 | 1998年 1月1日   | 02   | 都なら                                          | 司茜                  | 東川勇夫            | 小杉仁三          | -                 | 東芝EMI         | TODT-5097             |
| 27 | 1998年 7月16日  | 01   | 瀬戸の港                                        | たかたかし            | 岡千秋              | 南郷達也          | 42位              | 東芝EMI         | TODT-5167             |
| 27 | 1998年 7月16日  | 02   | 高山しぐれ                                      | 三浦康照              | 花笠薫              | 南郷達也          | 42位              | 東芝EMI         | TODT-5167             |
| 28 | 1998年 12月23日 | 01   | ブギウギ時代                                    | ジェームス三木        | 富田梓仁            | 池多孝春          | -                 | 東芝EMI         | TODT-5241             |
| 28 | 1998年 12月23日 | 02   | 舟がほしい                                      | ジェームス三木        | 富田梓仁            | 南郷達也          | -                 | 東芝EMI         | TODT-5241             |
| 29 | 1999年 6月16日  | 01   | 河内酒                                          | 石本美由起            | 岡千秋              | 伊戸のりお        | 44位              | 東芝EMI         | TODT-5311             |
| 29 | 1999年 6月16日  | 02   | 冬雨情話                                        | 里村龍一              | 富田梓仁            | 池多孝春          | 44位              | 東芝EMI         | TODT-5311             |
| 30 | 2000年 1月26日  | 01   | 鳶                                              | 里村龍一              | 富田梓仁            | 南郷達也          | -                 | 東芝EMI         | TODT-6006             |
| 30 | 2000年 1月26日  | 02   | 河内だんじり                                    | 平岡マサ              | 富田梓仁            | 池多孝春          | -                 | 東芝EMI         | TODT-6006             |
| 31 | 2000年 9月27日  | 01   | おんなの純情                                    | 荒木とよひさ          | 富田梓仁            | 馬場良            | 38位              | 東芝EMI         | TODT-6064             |
| 31 | 2000年 9月27日  | 02   | ひとりごと                                      | 荒木とよひさ          | 富田梓仁            | 馬場良            | 38位              | 東芝EMI         | TODT-6064             |
| 32 | 2001年 6月27日  | 01   | 赤いエプロン                                    | 星野哲郎              | 船村徹              | 蔦将包            | -                 | 東芝EMI         | TODT-6081             |
| 32 | 2001年 6月27日  | 02   | 逢酒春秋                                        | 星野哲郎              | 船村徹              | 蔦将包            | -                 | 東芝EMI         | TODT-6081             |
| 33 | 2001年 10月6日  | 01   | 港町情話                                        | 池田充男              | 富田梓仁            | 池多孝春          | 44位              | 東芝EMI         | TODT-6090             |
| 33 | 2001年 10月6日  | 02   | 竜田川                                          | つかけんじ            | 富田梓仁            | 南郷達也          | 44位              | 東芝EMI         | TODT-6090             |
| 34 | 2002年 3月6日   | 01   | めおと恋                                        | 藤間哲郎              | 富田梓仁            | 佐伯亮            | 39位              | 東芝EMI         | TODT-6093             |
| 34 | 2002年 3月6日   | 02   | 披露宴                                          | 藤間哲郎              | 富田梓仁            | 佐伯亮            | 39位              | 東芝EMI         | TODT-6093             |
| 35 | 2002年 9月4日   | 01   | ふるさとで暮らそうよ                            | 里村龍一              | 桜田誠一            | 佐伯亮            | 43位              | 東芝EMI         | TODT-6103             |
| 35 | 2002年 9月4日   | 02   | オーシャン音頭                                  | もず唱平              | 富田梓仁            | 伊戸のりお        | 43位              | 東芝EMI         | TODT-6103             |
| 36 | 2003年 3月19日  | 01   | 恋の大和路                                      | たかたかし            | 弦哲也              | 前田俊明          | 38位              | 東芝EMI         | TODT-6110             |
| 36 | 2003年 3月19日  | 02   | 明日坂                                          | 里村龍一              | 市川昭介            | 池多孝春          | 38位              | 東芝EMI         | TODT-6110             |
| 37 | 2003年 9月18日  | 01   | もどりゃんせ                                    | もず唱平              | 聖川湧              | 石倉重信          | -                 | 東芝EMI         | TOCT-4581             |
| 37 | 2003年 9月18日  | 02   | 浪花ごころ                                      | 麻こよみ              | 岡千秋              | 南郷達也          | -                 | 東芝EMI         | TOCT-4581             |
| 38 | 2004年 6月2日   | 01   | 一本勝負                                        | やしろよう            | 岡千秋              | 池多孝春          | 36位              | 東芝EMI         | TOCT-4727             |
| 38 | 2004年 6月2日   | 02   | 男の意地                                        | やしろよう            | 富田梓仁            | 池多孝春          | 36位              | 東芝EMI         | TOCT-4727             |
| 39 | 2004年 12月15日 | 01   | 暖簾の花                                        | 木下龍太郎            | 富田梓仁            | 南郷達也          | 39位              | 東芝EMI         | TOCT-4814             |
| 39 | 2004年 12月15日 | 02   | 大阪大好きや 〜出世地蔵に手を合わせ〜           | 東川勇夫              | 東川勇夫            | 南郷達也          | 39位              | 東芝EMI         | TOCT-4814             |
| 40 | 2005年 2月2日   | 01   | 瞼の母(編集盤)                                  | 坂口ふみ緒            | 沢しげと            | 鞍富誠三          | -                 | 東芝EMI         | TOCT-4836             |
| 40 | 2005年 2月2日   | 02   | 私がめんどうみてあげる                          | 池田充男              | 富田梓仁            | 小杉仁三          | -                 | 東芝EMI         | TOCT-4836             |
| 41 | 2005年 6月1日   | 01   | 風まかせ                                        | 瀬戸内寂聴            | 弦哲也              | 前田俊明          | 42位              | 東芝EMI         | TOCT-4874             |
| 41 | 2005年 6月1日   | 02   | 男の盃                                          | 松井由利夫            | 弦哲也              | 池多孝春          | 42位              | 東芝EMI         | TOCT-4874             |
| 42 | 2006年 2月22日  | 01   | 夜もすがら踊る石松                              | 阿久悠                | 杉本眞人            | 南郷達也          | -                 | 東芝EMI         | TOCT-4965             |
| 42 | 2006年 2月22日  | 02   | 馬喰一代                                        | もず唱平              | 富田梓仁            | 矢野立美          | -                 | 東芝EMI         | TOCT-4965             |
| 43 | 2006年 8月9日   | 01   | 下津井・お滝・まだかな橋                        | 喜多條忠              | 弦哲也              | 前田俊明          | -                 | 東芝EMI         | TOCT-40017            |
| 43 | 2006年 8月9日   | 02   | 河内十人斬り                                    | 喜多條忠              | 岡千秋              | 池多孝春          | -                 | 東芝EMI         | TOCT-40017            |
| 44 | 2007年 4月25日  | 01   | だんじり                                        | 松井由利夫            | 岡千秋              | 伊戸のりお        | 47位              | キング レコード | KICM-30078            |
| 44 | 2007年 4月25日  | 02   | 美律子のさのさ                                  | 松井由利夫            | 岡千秋              | 伊戸のりお        | 47位              | キング レコード | KICM-30078            |
| 45 | 2008年 1月1日   | 01   | 恋瀬川                                          | 松井由利夫            | 叶弦大              | 南郷達也          | 22位              | キング レコード | KICM-30115            |
| 45 | 2008年 1月1日   | 02   | 酒なさけ                                        | 仁井谷俊也            | 叶弦大              | 南郷達也          | 22位              | キング レコード | KICM-30115            |
| 46 | 2008年 9月10日  | 01   | 女の旅路                                        | 石本美由起            | 叶弦大              | 南郷達也          | 24位              | キング レコード | KICM-30162            |
| 46 | 2008年 9月10日  | 02   | 段平いのち                                      | もず唱平              | 西つよし            | 池多孝春          | 24位              | キング レコード | KICM-30162            |
| 47 | 2009年 5月27日  | 01   | つれあい                                        | たかたかし            | 市川昭介            | 南郷達也          | 28位              | キング レコード | KICM-30197            |
| 47 | 2009年 5月27日  | 02   | 女のしあわせ きっと来る                         | たかたかし            | 西條キロク          | 南郷達也          | 28位              | キング レコード | KICM-30197            |
| 48 | 2010年 2月10日  | 01   | あなただけ                                      | たかたかし            | 岡千秋              | 南郷達也          | 27位              | キング レコード | KICM-30255            |
| 48 | 2010年 2月10日  | 02   | 花月亭                                          | もず唱平              | 西つよし            | 池多孝春          | 27位              | キング レコード | KICM-30255            |
| 49 | 2010年 8月25日  | 01   | 人生一度                                        | たかたかし            | 岡千秋              | 南郷達也          | 29位              | キング レコード | KICM-30298            |
| 49 | 2010年 8月25日  | 02   | あんずの夕陽に染まる街                          | 花岡優平              | 花岡優平            | 前田俊明          | 29位              | キング レコード | KICM-30298            |
| 50 | 2011年 3月23日  | 01   | おんな風の盆                                    | 池田充男              | 叶弦大              | 南郷達也          | 13位              | キング レコード | KICM-30342            |
| 50 | 2011年 3月23日  | 02   | 浮き名かぞえ唄                                  | 池田充男              | 叶弦大              | 桜庭伸幸          | 13位              | キング レコード | KICM-30342            |
| 51 | 2011年 10月26日 | 01   | ふたりの朝                                      | たかたかし            | 叶弦大              | 南郷達也          | 33位              | キング レコード | KICM-30386            |
| 51 | 2011年 10月26日 | 02   | 人生鏡                                          | 三浦康照              | 叶弦大              | 南郷達也          | 33位              | キング レコード | KICM-30386            |
| 52 | 2012年 3月28日  | 01   | 情け川                                          | 石本美由起            | 弦哲也              | 南郷達也          | 24位              | キング レコード | KICM-30417            |
| 52 | 2012年 3月28日  | 02   | 倉敷川遠歌                                      | 石本美由起            | 弦哲也              | 南郷達也          | 24位              | キング レコード | KICM-30417            |
| 53 | 2013年 2月13日  | 01   | 夢の花 咲かそう                                 | たかたかし            | 弦哲也              | 前田俊明          | 23位              | キング レコード | KICM-30485            |
| 53 | 2013年 2月13日  | 02   | かたつむり                                      | たかたかし            | 叶弦大              | 南郷達也          | 23位              | キング レコード | KICM-30485            |
| 54 | 2013年 9月25日  | 01   | おもいでの宿                                    | 池田充男              | 市川昭介            | 南郷達也          | 29位              | キング レコード | KICM-30539            |
| 54 | 2013年 9月25日  | 02   | ようやったね                                    | 阿閉真琴              | 高原兄              | 斎藤文護 岩室晶子 | 29位              | キング レコード | KICM-30539            |
| 55 | 2014年 9月10日  | 01   | この世は女で廻るのよ                            | 仁井谷俊也            | 岡千秋              | 伊戸のりお        | -                 | キング レコード | KICM-30604            |
| 55 | 2014年 9月10日  | 02   | 流れるままに                                    | 久仁京介              | 花岡優平            | 矢野立美          | -                 | キング レコード | KICM-30604            |
| 56 | 2015年 2月25日  | 01   | 潮騒                                            | 久仁京介              | 徳久広司            | 南郷達也          | 45位              | キング レコード | KICM-30635            |
| 56 | 2015年 2月25日  | 02   | とことん人生                                    | 久仁京介              | 徳久広司            | 南郷達也          | 45位              | キング レコード | KICM-30635            |
| 57 | 2015年 9月9日   | 01   | 長良川鵜情                                      | 久仁京介              | 徳久広司            | 南郷達也          | 39位              | キング レコード | KICM-30671            |
| 57 | 2015年 9月9日   | 02   | 素顔のままで                                    | 久仁京介              | 徳久広司            | 南郷達也          | 39位              | キング レコード | KICM-30671            |
| 58 | 2016年 3月9日   | 01   | 土佐女房                                        | 石本美由起            | 叶弦大              | 南郷達也          | 31位              | キング レコード | KICM-30705            |
| 58 | 2016年 3月9日   | 02   | 美律子の河内音頭 〜酒飲め音頭                   | 三池嵐次郎            | 中村美律子          | 伊戸のりお        | 31位              | キング レコード | KICM-30705            |
| 59 | 2016年 7月6日   | 01   | 長編歌謡浪曲 無法松の恋 〜松五郎と吉岡夫人〜    | 池田政之              | 弦哲也              | 南郷達也          | -                 | キング レコード | KICM-30732            |
| 59 | 2016年 7月6日   | 02   | 無法松の恋                                      | 池田政之              | 弦哲也              | 南郷達也          | -                 | キング レコード | KICM-30732            |
| 60 | 2016年 9月7日   | 01   | つづれ織り                                      | 久仁京介              | 弦哲也              | 南郷達也          | -                 | キング レコード | KICM-30742            |
| 60 | 2016年 9月7日   | 02   | 鞆の浦情話                                      | 久仁京介              | 弦哲也              | 南郷達也          | -                 | キング レコード | KICM-30742            |
| 61 | 2017年 3月8日   | 01   | かぼちゃの花                                    | 喜多條忠              | 叶弦大              | 南郷達也          | 49位              | キング レコード | KICM-30780            |
| 61 | 2017年 3月8日   | 02   | 恋亭主                                          | 喜多條忠              | 叶弦大              | 南郷達也          | 49位              | キング レコード | KICM-30780            |
| 62 | 2017年 9月27日  | 01   | 京都二寧坂                                      | 松井由利夫            | 叶弦大              | 南郷達也          | 39位              | キング レコード | KICM-30814            |
| 62 | 2017年 9月27日  | 02   | 保津川恋唄                                      | 久仁京介              | 叶弦大              | 南郷達也          | 39位              | キング レコード | KICM-30814            |
| 63 | 2018年 8月8日   | 01   | 弥太郎鴉                                        | 久仁京介              | 宮下健治            | 南郷達也          | -                 | キング レコード | KICM-30871            |
| 63 | 2018年 8月8日   | 02   | 忠治旅鴉                                        | 久仁京介              | 宮下健治            | 南郷達也          | -                 | キング レコード | KICM-30871            |
| 64 | 2019年 4月24日  | 01   | わすれ酒                                        | 下地亜記子            | 岡千秋              | 南郷達也          | 49位              | キング レコード | KICM-30915 (通常盤)   |
| 64 | 2019年 4月24日  | 02   | 仁吉の女房                                      | 仁井谷俊也            | 岡千秋              | 南郷達也          | 49位              | キング レコード | KICM-30915 (通常盤)   |
| 64 | 2019年 7月31日  | 02   | 釜ヶ崎人情                                      | もず唱平              | 三山敏              | 南郷達也          | 49位              | キング レコード | KICM-30930 (新タイプ) |
| 65 | 2020年 2月26日  | 01   | 鬼の背中                                        | 紙中礼子              | 花岡優平            | 南郷達也          | 48位              | キング レコード | KICM-30964            |
| 65 | 2020年 2月26日  | 02   | 笑い神                                          | 紙中礼子              | 花岡優平            | 南郷達也          | 48位              | キング レコード | KICM-30964            |
| 66 | 2021年 2月24日  | 01   | あんずの夕陽に染まる街 〜ニューバージョン〜     | 花岡優平              | 花岡優平            | 南郷達也          | -                 | キング レコード | KICM-31005            |
| 66 | 2021年 2月24日  | 02   | 明日の風                                        | 紙中礼子              | 花岡優平            | 南郷達也          | -                 | キング レコード | KICM-31005            |
| 67 | 2021年 8月25日  | 01   | 命の花道                                        | たきのえいじ          | 岡千秋              | 南郷達也          | -                 | キング レコード | KICM-31034            |
| 67 | 2021年 8月25日  | 02   | 母ちゃんの挽歌                                  | たきのえいじ          | 岡千秋              | 南郷達也          | -                 | キング レコード | KICM-31034            |
| 68 | 2022年 5月25日  | 01   | 銀の雨                                          | 坂口照幸              | 弦哲也              | 伊戸のりお        | -                 | キング レコード | KICM-31067            |
| 68 | 2022年 5月25日  | 02   | 明けの明星                                      | 麻こよみ              | 弦哲也              | 伊戸のりお        | -                 | キング レコード | KICM-31067            |
| 69 | 2023年 3月25日  | 01   | 晩酌                                            | 日野浦かなで          | 弦哲也              | 南郷達也          | -                 | キング レコード | KICM-31092            |
| 69 | 2023年 3月25日  | 02   | 酔いしぐれ                                      | 日野浦かなで          | 弦哲也              | 南郷達也          | -                 | キング レコード | KICM-31092            |
| 70 | 2023年 10月11日 | 01   | ふうふ                                          | 保岡直樹              | 谷川天龍            | 南郷達也          | -                 | キング レコード | KICM-31112            |
| 70 | 2023年 10月11日 | 02   | 愛染のれん                                      | 羽場新一郎            | 藤井つと夢          | 南郷達也          | -                 | キング レコード | KICM-31112            |
| 71 | 2024年 5月22日  | 01   | 人それぞれに                                    | 石本美由起            | 岡千秋              | 伊戸のりお        | -                 | キング レコード | KICM-31141            |
| 71 | 2024年 5月22日  | 02   | 女の情話                                        | いとう彩              | 岡千秋              | 伊戸のりお        | -                 | キング レコード | KICM-31141            |
| 72 | 2025年 3月25日  | 01   | 歌だよ!人生                                     | 水木れいじ            | 岡千秋              | 南郷達也          | -                 | キング レコード | KICM-31166            |
| 72 | 2025年 3月25日  | 02   | 居酒屋ばなし                                    | 水木れいじ            | 岡千秋              | 南郷達也          | -                 | キング レコード | KICM-31166            |

#### デュエット・シングル
| 発売日          | デュエット | 曲順 | タイトル                    | 作詞       | 作曲       | 編曲       | レーベル        | 規格品番   |
| --------------- | ---------- | ---- | --------------------------- | ---------- | ---------- | ---------- | --------------- | ---------- |
| 1990年 12月12日 | 落合博満   | 01   | 恋の広小路                  | 中山大三郎 | 中山大三郎 | 前田俊明   | 東芝EMI         | TODT-2612  |
| 1993年 6月2日   | 春野百合子 | 01   | 渡り鳥姉妹                  | 石本美由起 | 富田梓仁   | 池多孝春   | 東芝EMI         | TODT-3043  |
| 1994年 4月25日  | 五木ひろし | 01   | 浪花物語                    | もず唱平   | 岡千秋     | 池多孝春   | 東芝EMI         | TODT-3238  |
| 1994年 4月25日  | -          | 02   | 語り酒 (歌：中村美律子)     | 高田直和   | 富田梓仁   | 池多孝春   | 東芝EMI         | TODT-3238  |
| 2002年 11月21日 | 北島三郎   | 01   | あづま男と浪花のおんな      | 原譲二     | 原譲二     | 鈴木操     | 東芝EMI         | TODT-6105  |
| 2002年 11月21日 | -          | 02   | 港酒のやど (歌：中村美律子) | 池田充男   | 富田梓仁   | 伊戸のりお | 東芝EMI         | TODT-6105  |
| 2008年 12月10日 | 香田晋     | 01   | 涙のラブ・メール            | 上田紅葉   | 花岡優平   | 花岡優平   | キング レコード | KICM-30176 |

### アルバム
| 発売日         | タイトル                                     | レーベル       | 規格品番            |
| -------------- | -------------------------------------------- | -------------- | ------------------- |
| 1989年6月28日  | 河内おとこ節                                 | 東芝EMI        | CT32-5513           |
| 1990年2月21日  | 大阪情話〜うちと一緒になれへんか〜           | 東芝EMI        | TOCT-5643           |
| 1990年9月27日  | 名調子 セリフ入り演歌傑作選                  | 東芝EMI        | TOCT-5840           |
| 1991年5月2日   | しあわせ酒                                   | 東芝EMI        | TOCT-6144           |
| 1992年6月24日  | 男道〜酒場ひとり                             | 東芝EMI        | TOCT-6524           |
| 1993年6月30日  | 袖摺坂                                       | 東芝EMI        | TOCT-8048           |
| 1994年12月7日  | '89〜'91 オリジナルかくれんぼ                | 東芝EMI        | TOCT-8733           |
| 1995年3月29日  | 港のおんな〜オリジナル集                     | 東芝EMI        | TOCT-8726           |
| 1995年6月28日  | 熱唱!中村美律子 富田梓仁の世界 Vol.1         | 東芝EMI        | TOCT-8974           |
| 1995年6月28日  | 熱唱!中村美律子 富田梓仁の世界 Vol.2         | 東芝EMI        | TOCT-8975           |
| 1996年3月27日  | 花舞台〜歌魂10年 中村美律子オリジナル集〜    | 東芝EMI        | TOCT-9386           |
| 1997年11月27日 | 熱唱!中村美律子〜高田直和の世界〜            | 東芝EMI        | TOCT-10005          |
| 1998年2月6日   | 雲の上の青い空〜中村美律子物語 選曲集〜      | 東芝EMI        | TOCT-10201          |
| 1998年6月24日  | 演歌紀行                                     | 東芝EMI        | TOCT-10315          |
| 1999年3月17日  | 中村美律子セリフ入り決定盤                   | 東芝EMI        | TOCT-24091          |
| 1999年9月29日  | 歌謡浪曲集                                   | 東芝EMI        | TOCT-24205          |
| 2005年3月9日   | 中村美律子〜富田梓仁作品集〜                 | 東芝EMI        | TOCT-25608〜09      |
| 2006年3月15日  | 野郎たちの詩                                 | 東芝EMI        | TOCT-25916          |
| 2006年12月13日 | 美律子の大阪バンザイ                         | 東芝EMI        | TOCT-26150          |
| 2007年10月24日 | 中村美律子の演歌名調子 妻恋道中〜明治一代女  | キングレコード | KICX-703            |
| 2021年8月4日   | 中村美律子の演歌名調子 妻恋道中〜明治一代女  | キングレコード | KICX-5346【復刻盤】 |
| 2008年11月5日  | 恋のデュエットソング 中村美律子と5人の歌仲間 | キングレコード | KICX-726            |

#### カバー・アルバム
| 発売日         | タイトル                                               | レーベル     | 規格品番      |
| -------------- | ------------------------------------------------------ | ------------ | ------------- |
| 1989年12月20日 | ナツメロ演歌一夜                                       | 東芝EMI      | TOCT-5613     |
| 1990年3月28日  | ナツメロ演歌一夜 第二集                                | 東芝EMI      | TOCT-5652     |
| 1991年9月27日  | ナツメロ演歌一夜 第三集                                | 東芝EMI      | TOCT-6287     |
| 1992年2月26日  | ナツメロ演歌一夜 特選集                                | 東芝EMI      | TOCT-6421〜23 |
| 1993年3月24日  | ナツメロ演歌一夜 第四集                                | 東芝EMI      | TOCT-8002     |
| 1994年3月30日  | 美律子の懐メロ大好き 第一集                            | 東芝EMI      | TOCT-8316     |
| 1994年3月30日  | 美律子の懐メロ大好き 第二集                            | 東芝EMI      | TOCT-8317     |
| 1994年3月30日  | 美律子の懐メロ大好き 第三集                            | 東芝EMI      | TOCT-8318     |
| 1994年3月30日  | 美律子の懐メロ大好き 第四集                            | 東芝EMI      | TOCT-8319     |
| 1995年8月9日   | 昭和歌謡全集 第一集                                    | 東芝EMI      | TOCT-9113     |
| 1995年8月9日   | 昭和歌謡全集 第二集                                    | 東芝EMI      | TOCT-9114     |
| 1995年8月9日   | 昭和歌謡全集 第三集                                    | 東芝EMI      | TOCT-9115     |
| 1996年11月7日  | 中村美律子「悲しい酒」を唄う〜美空ひばり名曲集 VOL.1〜 | 東芝EMI      | TOCT-9700     |
| 1997年3月26日  | 中村美律子「柔」を唄う〜美空ひばり名曲集 VOL.2〜       | 東芝EMI      | TOCT-9825     |
| 2000年6月28日  | 20世紀の名曲 保存盤                                    | 東芝EMI      | TOCT-24368    |
| 2022年5月25日  | 中村美律子カバーベスト30                               | ユニバーサル | UPCY-7775〜76 |

#### ライブ・アルバム
| 発売日         | タイトル                                                          | レーベル       | 規格品番       |
| -------------- | ----------------------------------------------------------------- | -------------- | -------------- |
| 1990年7月25日  | 中村美律子リサイタル 大阪情話                                     | 東芝EMI        | TOCT-5757      |
| 1992年9月23日  | 中村美律子リサイタル 演歌燦燦'92                                  | 東芝EMI        | TOCT-6682      |
| 1993年12月15日 | 壺坂情話 中村美律子リサイタル'93                                  | 東芝EMI        | TOCT-8254      |
| 1994年8月24日  | 中村美律子リサイタル'94                                           | 東芝EMI        | TOCT-8540〜41  |
| 1996年1月24日  | 演歌燦燦1995 中村美律子リサイタル                                 | 東芝EMI        | TOCT-9327〜28  |
| 1996年9月19日  | 歌魂10年 中村美律子リサイタル1996                                 | 東芝EMI        | TOCT-9604〜05  |
| 2001年12月6日  | 歌は人生〜中村美律子15周年リサイタル2001                          | 東芝EMI        | TOCT-24692〜93 |
| 2022年3月9日   | 35周年記念 中村美律子コンサート〜人が好き 歌が好き この道をゆく〜 | キングレコード | KICX-1146      |

#### カラオケ・アルバム
| 発売日         | タイトル                                  | レーベル | 規格品番  |
| -------------- | ----------------------------------------- | -------- | --------- |
| 1990年5月9日   | オリジナル・カラオケ ベストヒット10       | 東芝EMI  | TOCT-5688 |
| 1991年6月28日  | オリジナル・カラオケ ベストヒット10 第2集 | 東芝EMI  | TOCT-6182 |
| 1992年12月16日 | 男道〜酒場ひとり オリジナル・カラオケ集   | 東芝EMI  | TOCT-6868 |
| 1993年8月11日  | 袖摺坂 オリジナル・カラオケ集             | 東芝EMI  | TOCK-5035 |

#### ベスト・アルバム
| 発売日         | タイトル                               | レーベル          | 規格品番       |
| -------------- | -------------------------------------- | ----------------- | -------------- |
| 1990年10月24日 | 全曲集                                 | 東芝EMI           | TOCT-5868      |
| 1991年10月23日 | 全曲集                                 | 東芝EMI           | TOCT-6315      |
| 1992年10月22日 | 全曲集                                 | 東芝EMI           | TOCT-6788      |
| 1993年10月27日 | ベストアルバム                         | 東芝EMI           | TOCT-8214      |
| 1994年10月26日 | ニューベストナウ                       | 東芝EMI           | TOCT-8572      |
| 1995年10月25日 | 全曲集                                 | 東芝EMI           | TOCT-9158      |
| 1996年10月23日 | 全曲集                                 | 東芝EMI           | TOCT-9663      |
| 1997年10月22日 | 全曲集                                 | 東芝EMI           | TOCT-9965      |
| 1998年10月21日 | 全曲集                                 | 東芝EMI           | TOCT-10476     |
| 1999年10月20日 | 全曲集                                 | 東芝EMI           | TOCT-24212     |
| 2000年10月4日  | 2001全曲集                             | 東芝EMI           | TOCT-24432     |
| 2001年10月6日  | 2002全曲集                             | 東芝EMI           | TOCT-24662     |
| 2002年1月30日  | 港町情話〜ミニベストアルバム           | 東芝EMI           | TOCT-24722     |
| 2002年9月11日  | 2003全曲集                             | 東芝EMI           | TOCT-24844     |
| 2003年9月10日  | 2004全曲集                             | 東芝EMI           | TOCT-25131     |
| 2004年9月29日  | 全曲集                                 | 東芝EMI           | TOCT-25471     |
| 2005年9月7日   | 全曲集 カラオケ付限定盤                | 東芝EMI           | TOCT-25742〜43 |
| 2005年9月28日  | 全曲集                                 | 東芝EMI           | TOCT-25752     |
| 2006年9月27日  | 2007全曲集                             | 東芝EMI           | TOCT-26086     |
| 2007年4月25日  | ゴールデン☆ベスト                      | 東芝EMI           | TOCT-26244〜45 |
| 2007年9月26日  | 2008全曲集                             | 東芝EMI           | TOCT-26360     |
| 2008年9月10日  | 全曲集2009                             | キングレコード    | KICX-3625      |
| 2008年9月26日  | 全曲集                                 | 東芝EMI           | TOCT-26667     |
| 2009年9月9日   | 全曲集2010                             | キングレコード    | KICX-3725      |
| 2010年4月7日   | ベストセレクション2010                 | キングレコード    | KICX-3809〜10  |
| 2010年9月8日   | 全曲集2011                             | キングレコード    | KICX-3865      |
| 2011年4月20日  | ベストセレクション2011                 | キングレコード    | KICX-3929〜30  |
| 2011年9月7日   | 全曲集2012                             | キングレコード    | KICX-3985      |
| 2012年4月11日  | ベストセレクション2012                 | キングレコード    | KICX-4069〜70  |
| 2012年9月5日   | 全曲集2013                             | キングレコード    | KICX-4115      |
| 2013年4月10日  | ベストセレクション2013                 | キングレコード    | KICX-4159〜60  |
| 2013年7月24日  | 完全保存盤 中村美律子 名曲集           | EMI Records Japan | TOCT-12043     |
| 2013年9月4日   | 全曲集2014                             | キングレコード    | KICX-4206      |
| 2013年12月25日 | ベストアルバム                         | キングレコード    | KICX-897       |
| 2014年4月9日   | ベストセレクション2014                 | キングレコード    | KICX-4289〜90  |
| 2014年9月10日  | 全曲集2015                             | キングレコード    | KICX-4340      |
| 2014年11月5日  | 歌カラ全曲集ベスト8                    | キングレコード    | KICX-4384      |
| 2015年4月8日   | ベストセレクション2015                 | キングレコード    | KICX-4419〜20  |
| 2015年9月9日   | 全曲集2016                             | キングレコード    | KICX-4500      |
| 2016年4月6日   | ベストセレクション2016                 | キングレコード    | KICX-4587〜88  |
| 2016年9月7日   | 全曲集2017                             | キングレコード    | KICX-4639      |
| 2017年4月5日   | ベストセレクション2017                 | キングレコード    | KICX-4686〜87  |
| 2017年9月6日   | 全曲集2018                             | キングレコード    | KICX-4762      |
| 2018年4月4日   | ベストセレクション2018                 | キングレコード    | KICX-4849〜50  |
| 2018年9月5日   | 全曲集2019                             | キングレコード    | KICX-4941      |
| 2019年4月10日  | ベストセレクション2019                 | キングレコード    | KICX-4988〜89  |
| 2019年9月4日   | 全曲集2020                             | キングレコード    | KICX-5063      |
| 2020年4月8日   | ベストセレクション2020                 | キングレコード    | KICX-5152〜53  |
| 2020年9月9日   | 全曲集2021                             | キングレコード    | KICX-5209      |
| 2021年4月7日   | ベストセレクション2021                 | キングレコード    | KICX-5278〜79  |
| 2021年9月8日   | 全曲集2022                             | キングレコード    | KICX-5365      |
| 2022年4月6日   | ベストセレクション2022                 | キングレコード    | KICX-5475〜76  |
| 2022年5月25日  | 中村美律子オリジナルベスト(1989〜2006) | ユニバーサル      | UPCY-7774      |
| 2022年9月7日   | 全曲集〜銀の雨〜                       | キングレコード    | KICX-5532      |
| 2023年4月5日   | ベストセレクション                     | キングレコード    | KICX-5578〜79  |
| 2025年1月1日   | 全曲集〜人それぞれに〜                 | キングレコード    | KICX-5677      |

#### CD-BOX
| 発売日        | タイトル       | レーベル | 規格品番       |
| ------------- | -------------- | -------- | -------------- |
| 1996年7月17日 | ナツメロ百選   | 東芝EMI  | TOCT-9471〜76  |
| 2001年6月27日 | 中村美律子全集 | 東芝EMI  | TOCT-24605〜09 |

### 映像作品

#### ライブ
| 発売日         | タイトル                                                                      | レーベル       | 規格 | 規格品番  |
| -------------- | ----------------------------------------------------------------------------- | -------------- | ---- | --------- |
| 1990年8月29日  | 中村美律子リサイタル 大阪情話                                                 | 東芝EMI        | VHS  | TOVF-1066 |
| 2006年2月22日  | 中村美律子リサイタル 大阪情話                                                 | 東芝EMI        | DVD  | TOBF-5451 |
| 1992年9月23日  | 中村美律子リサイタル 演歌燦燦1992                                             | 東芝EMI        | VHS  | TOVF-1149 |
| 2006年2月22日  | 中村美律子リサイタル 演歌燦燦1992                                             | 東芝EMI        | DVD  | TOBF-5450 |
| 1992年12月16日 | 美律子の演歌一夜 旅情編                                                       | 東芝EMI        | VHS  | TOVF-1156 |
| 1992年12月16日 | 美律子の演歌一夜 流行歌編                                                     | 東芝EMI        | VHS  | TOVF-1157 |
| 1994年1月26日  | 壺坂情話 中村美律子リサイタル'93                                              | 東芝EMI        | VHS  | TOVF-1183 |
| 1996年1月24日  | 演歌燦燦1995 中村美律子リサイタル                                             | 東芝EMI        | VHS  | TOVF-1234 |
| 1996年9月19日  | 歌魂10年 中村美律子リサイタル1996                                             | 東芝EMI        | VHS  | TOVF-1247 |
| 1997年4月10日  | 中村美律子 10周年記念スペシャルコンサート                                     | 東芝EMI        | VHS  | TOVF-1263 |
| 2001年12月6日  | 歌は人生〜15周年リサイタル2001                                                | 東芝EMI        | VHS  | TOVF-1384 |
| 2001年12月6日  | 歌は人生〜15周年リサイタル2001                                                | 東芝EMI        | DVD  | TOBF-5112 |
| 2014年1月8日   | 中村美律子スペシャルコンサート 熱唱!!歌謡浪曲三題 挑戦〜やってみたかってん!〜 | キングレコード | DVD  | KIBM-410  |
| 2016年12月7日  | 中村美律子 デビュー30周年記念コンサート〜歌う門には福来たる〜                 | キングレコード | DVD  | KIBM-615  |
| 2022年3月9日   | 35周年記念 中村美律子コンサート〜人が好き 歌が好き この道をゆく〜             | キングレコード | DVD  | KIBM-902  |

#### ミュージック・ビデオ
| 発売日         | タイトル                                                 | レーベル       | 規格 | 規格品番  |
| -------------- | -------------------------------------------------------- | -------------- | ---- | --------- |
| 1998年4月8日   | 映像で綴る中村美律子のすべて〜女のみれんから朱雀門まで〜 | 東芝EMI        | VHS  | TOVF-1283 |
| 2005年12月21日 | 中村美律子 DVDベストアルバム                             | 東芝EMI        | DVD  | TOBF-5438 |
| 2013年4月10日  | キングDVDカラオケHit4                                    | キングレコード | DVD  | KIBK-3036 |
| 2013年8月7日   | DVDカラオケ全曲集ベスト8                                 | キングレコード | DVD  | KIBK-6013 |
| 2016年7月6日   | DVDカラオケ全曲集ベスト8 2016                            | キングレコード | DVD  | KIBK-6049 |
| 2019年2月6日   | DVDカラオケ全曲集ベスト8 2019                            | キングレコード | DVD  | KIBK-5014 |

## NHK紅白歌合戦出場歴
| 年度/放送回   | 回 | 曲目                   | 出演順 | 対戦相手                | 備考 |
| ------------- | -- | ---------------------- | ------ | ----------------------- | ---- |
| 1992年/第43回 | 初 | 河内おとこ節           | 13/28  | 冠二郎                  |      |
| 1993年/第44回 | 2  | 島田のブンブン         | 19/26  | THE BOOM                |      |
| 1995年/第46回 | 3  | 河内おとこ節 （2回目） | 15/25  | 西城秀樹                |      |
| 1996年/第47回 | 4  | 人生そこそこ七十点     | 06/25  | 吉幾三                  |      |
| 1997年/第48回 | 5  | 人生桜                 | 04/25  | 鳥羽一郎                |      |
| 1998年/第49回 | 6  | 河内おとこ節 （3回目） | 04/25  | 鳥羽一郎（2）           |      |
| 1999年/第50回 | 7  | 河内酒                 | 08/27  | 西城秀樹（2）           |      |
| 2000年/第51回 | 8  | おんなの純情           | 04/28  | 山川豊                  |      |
| 2001年/第52回 | 9  | 港町情話               | 08/27  | 前川清                  |      |
| 2002年/第53回 | 10 | 河内おとこ節 （4回目） | 13/27  | 森進一                  |      |
| 2004年/第55回 | 11 | 河内おとこ節 （5回目） | 11/28  | 氣志團                  |      |
| 2007年/第58回 | 12 | だんじり               | 03/27  | w-inds.                 |      |
| 2008年/第59回 | 13 | 河内おとこ節 （6回目） | 10/26  | ポルノグラフィティ      |      |
| 2009年/第60回 | 14 | 河内おとこ節 （7回目） | 07/25  | ポルノグラフィティ（2） |      |
| 2010年/第61回 | 15 | 河内おとこ節 （8回目） | 04/22  | flumpool                |      |

## 受賞歴
- 1991年 「第10回 メガロポリス歌謡祭 TXNネットワーク縦貫記念特別賞」受賞
- 1991年 「第10回 メガロポリス歌謡祭 テレビ大阪特別賞」受賞
- 1991年 「第18回 横浜音楽祭　演歌選奨」受賞
- 1991年 「第17回 日本演歌大賞 演歌スター賞」受賞
- 1991年 「第33回 日本レコード大賞 優秀アルバム賞」受賞
- 1991年 「第24回 日本有線放送大賞 特別賞」受賞
- 1992年 「第25回 日本有線放送大賞 特別賞」受賞
- 1992年 「第34回 日本レコード大賞 ひばり賞」受賞
- 1992年 「第25回 日本作詩大賞グランプリ 作品：酒場ひとり」受賞
- 1992年 「第23回 日本歌謡大賞 放送音楽賞」受賞
- 1997年 「第39回日本レコード大賞 最優秀歌唱賞『人生桜』」受賞
- 2002年 「平成13年度 藤田まさと賞『赤いエプロン』」受賞
- 2005年 「第8回まちかどのフィランソロピスト賞」受賞
- 2006年 「第48回日本レコード大賞 『野郎（おとこ）たちの詩』 企画賞」受賞
- 2007年 「第40回日本作詩大賞 大賞『だんじり』」受賞
- 2007年 「ベストヒット歌謡祭2007『ゴールドアーティスト賞(演歌･歌謡曲部門）』」受賞
- 2007年 「第40回『日本有線大賞』有線音楽賞」受賞
- 2008年 「第41回『日本有線大賞』有線音楽優秀賞」受賞
- 2008年 「第50回日本レコード大賞『女の旅路』 最優秀歌唱賞・作曲賞」受賞
- 2016年 「第58回日本レコード大賞長編歌謡浪曲『無法松の恋』 企画賞」受賞
- 2020年 文化庁長官表彰[4]

## 舞台・座長公演
- 1995年9月：新歌舞伎座 初一ヶ月座長公演「美律子がつづる昭和の名曲 華麗！歌の華絵巻」（9万人を動員し新歌舞伎座の動員記録達成）
- 1996年9月：新歌舞伎座一ヶ月公演 2年連続公演　『雲の上の青い空～中村美律子物語～』
- 1997年4月：新歌舞伎座一ヶ月公演「美律子の一心太助」
- 1998年2月：新宿コマ劇場初一ヶ月公演「雲の上の青い空～中村美律子物語～」（10万人動員　劇場記録を達成）
- 1998年5月：新歌舞伎座一ヶ月公演「華麗 日本の名曲！華舞台」
- 1999年1月：新歌舞伎座一ヶ月公演「ブギウギ時代」（新歌舞伎座正月公演 初の女性座長）
- 1999年4月：新宿コマ劇場一ヶ月公演「ブギウギ時代」
- 2000年1月：新歌舞伎座一ヶ月公演「女浪曲師～花咲くハル子物語」
- 2000年10月：新宿コマ劇場一ヶ月公演「びっくり怪盗伝」
- 2001年1月：新歌舞伎座一ヶ月公演「びっくり怪盗伝」
- 2001年7月：新宿コマ劇場一ヶ月公演「夢見る頃を過ぎても」
- 2001年11月：新歌舞伎座一ヶ月公演「美律子の夫婦善哉」
- 2002年1月：名古屋御園座一ヶ月公演「雲の上の青い空～中村美律子物語～」（御園座107年の歴史で正月公演初の女座長)
- 2002年6月：新宿コマ劇場一ヶ月公演「七変化！名曲歌謡劇場」
- 2002年9月：新歌舞伎座一ヶ月公演「七変化！名曲歌謡劇場」
- 2003年6月：名古屋御園座一ヶ月公演「木曽路の華」
- 2003年9月：新歌舞伎座一ヶ月公演「美律子の新・夫婦善哉」
- 2004年5月：名古屋御園座一ヶ月公演「七変化！美律子の花舞台」
- 2004年7月：新歌舞伎座一ヶ月公演｢美律子の名曲花舞台｣
- 2005年1月：新宿コマ劇場一ヶ月公演「人情夫婦噺おたやん女房としぶちん亭主」
- 2005年3月　名古屋御園座一ヶ月公演「母の祈り／戦後六十周年を唄う」
- 2005年5月：新歌舞伎座一ヶ月公演｢人情夫婦噺　大阪ものがたり｣
- 2006年1月：名古屋御園座一ヶ月公演「おゆき」
- 2006年8月：新歌舞伎座一ヶ月公演｢美律子の狸道中膝栗毛｣
- 2006年12月：明治座初座長一ヶ月公演デビュー20周年記念「おゆき」
- 2007年3月　福岡博多座｢雲の上の青い空～中村美律子物語～｣
- 2007年11月：名古屋御園座｢下田慕情～唐人お吉物語～｣
- 2008年1月：新歌舞伎座｢出ばやし一代｣
- 2008年6月：新宿コマ劇場｢出ばやし一代｣
- 2011年7月：新歌舞伎座 デビュー25周年記念公演「浪花人情喜劇 高津さんのお恵み」
- 2012年10月：新歌舞伎座 錦秋特別公演「上方落語～井戸の茶碗より～浪花ごよみ天秤ばかり」
- 2013年1月：名古屋中日劇場 新春公演「人情喜劇  ちんドン」
- 2014年1月：新歌舞伎座 新春特別公演「夫婦うどん」
- 2014年7月：名古屋中日劇場 納涼公演「夫婦善哉」
- 2015年1月：新歌舞伎座 新春特別公演「春の夢 浪花のカタキ討ち」
- 2016年1月：名古屋中日劇場新春特別公演「遠山の金さんVS女ねずみ小僧」
- 2016年7月：新歌舞伎座 中村美律子デビュー30周年記念公演 「雲の上の青い空～中村美律子物語～」

## 主な出演作品

### ドラマ・映画
- 極道の妻たち　最後の戦い（1990年、東映）
- 雲の上の青い空～歌手誕生物語～（1997年3月31日 - 5月1日、NHK総合「ドラマ新銀河」全20話）
- はぐれ刑事純情派 第12シリーズ 第19話（1999年8月4日、テレビ朝日）「略奪愛!? 川辺課長を騙した女！」 ‐ メインゲスト・西野初子 役
- 水戸黄門（TBS・C.A.L）
  - 第36部 第10話「夫婦の絆は河内節 -富山-」（2006年10月9日） - おみつ 役
  - 第43部 第8話「狙われたもてなしの宿 -浜松-」（2011年8月22日） - 冨美 役
- カーネーション（2011年～2012年、NHK大阪） - 長谷ヤス子 役

### レギュラー番組
- 演歌一夜　美律子の演歌一夜（1988年4月～1993年9月）
- 美律子の懐メロ大好き（1993年10月～1995年9月）
- 美律子！歌の一本勝負（1996年4月～1997年9月）
- 乾杯!トークそんぐ（1993年4月～2000年12月、毎日放送）
- 美律子・富美男の歌・夢物語（2004年、テレビ大阪）

### CM
- おいしいお米おくさま印（幸南食糧株式会社）
- サントリーDHA＆EPA＋セサミンEX（サントリー）

### その他
- 1993年 -　みつまめ会
- 2007年 -　岸和田市観光大使
- 2008年 -　東大阪市観光大使
- 2009年　　タイアップパチンコ機CR『中村美律子の人生祭りだ！だんじりだ！』発表。(マルホン工業)
- 2016年 -　高知県観光特使
- 2017年度  東大阪市民ふれあい祭り実行委員長